# ایلیست
ایلیست (به هلندی: Elst) یک منطقهٔ مسکونی در هلند است که در رینن واقع شده‌است. ایلیست ۴٬۲۲۰ نفر جمعیت دارد.